# 二色金石斛
二色金石斛（学名：Flickingeria bicolor）为兰科金石斛属下的一个种。种名 bicolor 意为“二色的”。